# Newmarket (Ontario)
Newmarket és un municipi d'Ontario (Canadà). Segons el cens del 2016 hi havia 84.224 habitants.
Dos fills de Newmarket han aconseguit la fama: Jim Carrey i John Candy.

## Situació
Newmarket es troba al suburbi nord de Toronto a una distància aproximada de 45 km. Newmarket té tres intercanviadors a la carretera provincial 404. Newmarket és el centre administratiu del municipi regional de York. El Southlake Regional Health Center és a Newmarket.

## Geografia
La posició geogràfica de Newmarket és de 44,05 ° N, 79,46 ° O, i la seva elevació és de 239 m sobre el nivell del mar. La ciutat té una superfície de 38,07 km² i forma part de la zona del Gran Toronto i Golden Horseshoe en una zona anomenada "zona 905" a causa del seu codi d'àrea telefònica.
La ciutat de Newmarket limita al nord amb la ciutat de East Gwillimbury, a l'est amb la ciutat de Whitchurch-Stouffville, al sud amb la ciutat d'Aurora i a l'oest amb el municipi de King, que també formen part de el municipi regional de York.
Newmarket es troba al nord de Moraine Oak Ridges.
Hi ha dos llacs a Newmarket. Fairy Lake, un centre d’esbarjo preferit del centre de la ciutat. L’estany Bogart, d'altra banda, és un antic estany d'emmagatzematge que es troba a Bogart Creek a Bogarttown.

## Història

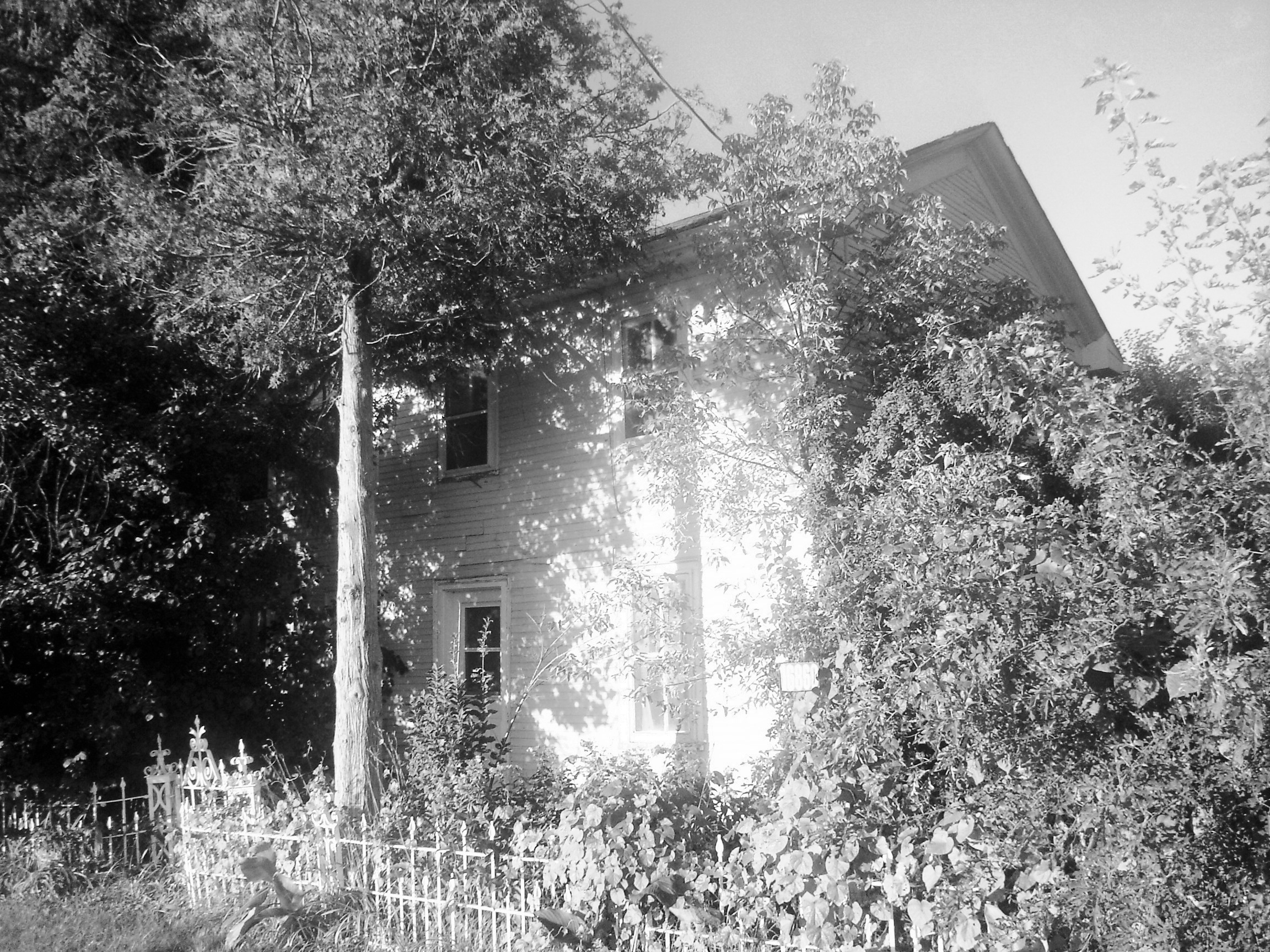
La casa John Bogart al carrer Leslie. Aquesta casa és la més antiga de la ciutat (construïda el 1811) i també és l'estructura residencial de dos pisos més antiga al nord de Toronto. Encara serveix de residència.

La ciutat es va fundar el 1801 com un assentament quàquer dirigit per Timothy Rogers. Al cap de poc temps van construir diversos molins per abastir els habitants, i la producció d'aquests molins va ser tan gran que va donar a la nova ciutat el nom de "New Market" ("Nou mercat" en anglès) en lloc del "Vell mercat", és a dir, Toronto. La font d'energia d'aquests molins va ser el riu Holanda Oriental.
Newmarket es va establir com a poble el 1857 i com a ciutat el 1880. Abans dels anys cinquanta, Newmarket estava en auge, sobretot a l’hora de construir cases noves. Aquest boom va ser causat per la prosperitat del període posterior a la Segona Guerra Mundial i la proximitat de Newmarket a Toronto. L'expansió continua fins a dècades més recents i la ciutat inclou ara dos llogarets que abans eren comunitats separades. Són: Armitage (al carrer Yonge al sud de Mulock Drive) i Bogarttown (a la cruïlla de Mulock Drive i Leslie Street).

## Demografia
| 2001  | 2006  | 2011  | 2016  |
| ----- | ----- | ----- | ----- |
| 65788 | 74295 | 79978 | 84224 |

## Topònim
El nom de New Market es va donar en oposició al Old Market, és a dir, a Toronto.

## Habitants coneguts
- Jim Carrey, actor i humorista.
- John Candy, actor i humorista.
- Said Clapper, jugador d'hoquei sobre gel dels Boston Bruins del 1927 al 1947 i membre del Hockey Hall of Fame.
- Vince Corazza, actor.
- Mazo de la Roche, escriptor de la sèrie Jalna.
- Glass Tiger, grup de rock.
- Mike Kitchen, entrenador del Saint Louis Blues. (Nascut a Newmarket, criat a Schomberg, Ontario)
- HR MacMillan, CBE, CC, forestal i industrial, administrador de guerra, filantrop.
- William Mulock, antic ministre del gabinet i jutge en cap del Tribunal Suprem d'Ontario.
- Joe Murphy, membre dels Edmonton Oilers als anys noranta quan va guanyar la Stanley Cup.
- Peter Orr, jugador de beisbol olímpic
- Tyler Stewart, bateria de les Barenaked Ladies.
- Elvis Stojko, antic campió del món de patinatge artístic.
- Belinda Stronach, actual parlamentària
- Curtis Joseph, nascut a Keswick, criat a Sharon (al nord-est de Newmarket, va assistir a l'escola secundària a Newmarket)
- Jugador d'hoquei Corey Locke
- Ben Johnson es va traslladar a Newmarket des de Jamaica quan era adolescent; encara hi viu.
- Jamie Macoun, exjugador d'hoquei de la Toronto Maple Leafs i Calgary Flames de la Lliga Nacional d'Hoquei.